# Obština Veliko Tărnovo
Obština Veliko Tărnovo (bulharsky Община Велико Търново) je bulharská jednotka územní samosprávy ve Velikotărnovské oblasti. Leží ve středním Bulharsku na severních svazích Staré planiny a v Předbalkánu. Správním střediskem je město Veliko Tărnovo, kromě něj zahrnuje obština 2 města a 86 vesnic. Žije zde přibližně 91 tisíc obyvatel.

## Sídla
- Arbanasi
- Balvan
- Belčevci[p 1]
- Beljakovec
- Bižovci[p 1]
- Bočkovci[p 1]
- Bojčovci
- Bojčevi Kolibi[p 1]
- Bojanovci
- Brankovci[p 1]
- Bukovec
- Ceperanite
- Cerova Korija
- Conkovci[p 1]
- Debelec[p 2]
- Dečkovci
- Devetacite
- Dičin
- Dimitrovci
- Dojnovci[p 1]
- Dolen Enevec
- Dolni Damjanovci
- Dunavci
- Emen
- Gabrovci
- Gaštevci
- Golemanite
- Goranovci
- Goren Enevec
- Chotnica
- Ilevci
- Ivanovci
- Jalovo
- Jovčevci
- Kăpinovo
- Kilifarevo[p 2]
- Kisjovci
- Kladni Ďal
- Klăška Reka
- Kucarovci
- Lagerite
- Ledenik
- Malčovci
- Malki Čiflik
- Margovci[p 1]
- Minďa
- Mišemorkov Chan
- Momin Sbor
- Nacovci
- Nikjup
- Novo Selo
- Osenarite[p 1]
- Părovci
- Pčelište
- Piramidata
- Plakovo
- Popovci
- Požernik[p 1]
- Prisovo
- Prodanovci
- Puševo
- Radkovci
- Rajkovci
- Raševci[p 1]
- Radkovci
- Rajkovci
- Resen
- Rusalja
- Ruskovci[p 1]
- Samovodene
- Samsiite
- Sărnenci
- Sejmenite
- Semkovci[p 1]
- Sucha Reka
- Šemševo
- Šeremeťa
- Šodekovci
- Terziite
- Todorovci
- Văglevci
- Vărlinka
- Velčevo
- Veliko Tărnovo[p 2] (sídlo správy)
- Vetrinci
- Vilare
- Vodolej
- Vojneža
- Vonešta Voda

## Sousední obštiny
| Růžice kompasu | Pavlikeni         | Polski Trămbeš         | Gorna Orjachovica   | Růžice kompasu |
| Růžice kompasu | Sevlievo Drjanovo | Sever                  | Ljaskovec Zlatarica | Růžice kompasu |
| Růžice kompasu | Sevlievo Drjanovo | Obština Veliko Tărnovo | Ljaskovec Zlatarica | Růžice kompasu |
| Růžice kompasu | Sevlievo Drjanovo | Jih                    | Ljaskovec Zlatarica | Růžice kompasu |
| Růžice kompasu | Trjavna           | Gurkovo                | Elena               | Růžice kompasu |

## Obyvatelstvo
V obštině žije 87 139 obyvatel a je zde trvale hlášeno 88 144 obyvatel. Podle sčítání 7. září 2021 bylo národnostní složení následující:
- Bulhaři: 68 835 (95.7 %)
- Turci: 2 357 (3.3 %)
- Romové: 172 (0.2 %)
- ostatní: 537 (0.7 %)

V období 2011 až 2021 v obštině ubylo 3 616 obyvatel.